# Eleição municipal de Teixeira de Freitas em 2016
A eleição municipal de Teixeira de Freitas em 2016 foi realizada para eleger um prefeito, um vice-prefeito e 19 vereadores no município de Teixeira de Freitas, no estado brasileiro da Bahia. Foram eleitos ) e  para os cargos de prefeito(a) e vice-prefeito(a), respectivamente.
Seguindo a Constituição, os candidatos são eleitos para um mandato de quatro anos a se iniciar em 1º de janeiro de 2017. A decisão para os cargos da administração municipal, segundo o Tribunal Superior Eleitoral, contou com 103 122 eleitores aptos e 24 578 abstenções, de forma que 23.83% do eleitorado não compareceu às urnas naquele turno.

## Antecedentes
Na eleição municipal de 2016, Temoteo Brito, do PSD, derrotou o candidato João Bosco, do Partido dos Trabalhadores, no primeiro turno. O candidato do PSD foi eleito com 40,77% dos votos válidos. Temoteo Brito foi o primeiro prefeito de Teixeira de Freitas, e administrou o município entre os anos de 1985 e 1988. Foi eleito posteriormente como Deputado Federal, em 1990. 

## Campanha
Um dos pontos mais relevantes para a campanha de Temoteo Brito foi a realização de obras de infraestrutura na cidade de Teixeira de Freitas, no ano de 2010, quando ocupava o cargo de Deputado Federal. O político foi responsável por diversas reformas em Unidades Básicas de Saúde e nas principais avenidas da cidade. Durante a campanha, o ex-deputado destacou que pretende deixar um legado para as futuras gerações, gerando emprego e renda.

## Resultados

### Eleição municipal de Teixeira de Freitas em 2016 para Prefeito
A eleição para prefeito contou com 6 candidatos em 2016: Marta Helena Leal do Partido da Social Democracia Brasileira, João Bosco Bittencourt do Partido dos Trabalhadores, Temoteo Alves de Brito do Partido Social Democrático (2011), Marcio Teixeira de Andrade do Partido Renovador Trabalhista Brasileiro, Tarcisio Gama Machado do Partido Socialismo e Liberdade, José Carlos Checon do Solidariedade (partido político) que obtiveram, respectivamente, 9 947, 23 971, 29 603, 296, 0, 8 795 votos. O Tribunal Superior Eleitoral também contabilizou 23.83% de abstenções nesse turno. 
| Candidato(a)                      | Vice                                | Coligação                                                | Votos recebidos | Percentual |
| --------------------------------- | ----------------------------------- | -------------------------------------------------------- | --------------- | ---------- |
| Temoteo Alves de Brito (PSD)      | Ubiratan Lucas Rocha Matos          | Reage Teixeira                                           | 29603           | 40.77%     |
| João Bosco Bittencourt (PT)       | Tomires Barbosa Monteiro            | Construindo a Teixeira que Queremos                      | 23971           | 33.01%     |
| Marta Helena Leal (PSDB)          | Rafael Rodrigues Moraes             | A Mudança que Teixeira Quer, Chegou!                     | 9947            | 13.7%      |
| José Carlos Checon (SD)           | Ademir José Lorenzoni               | Solidariedade (sem coligação)                            | 8795            | 12.11%     |
| Marcio Teixeira de Andrade (PRTB) | Luiz Antonio Figueiredo Vasconcelos | Partido Renovador Trabalhista Brasileiro (sem coligação) | 296             | 0.41%      |
| Tarcisio Gama Machado (PSOL)      | Carlos Gomes da Silva               | Partido Socialismo e Liberdade (sem coligação)           | 0               | 0%         |

### Eleição municipal de Teixeira de Freitas em 2016 para Vereador
Na decisão para o cargo de vereador na eleição municipal de 2016, foram eleitos 19 vereadores com um total de 73 888 votos válidos. O Tribunal Superior Eleitoral contabilizou 1 739 votos em branco e 2 917 votos nulos. De um total de 103 122 eleitores aptos, 24 578 (23.83%) não compareceram às urnas .
| Nome                              | Partido político                               | Coligação                                               | Votos recebidos | Percentual |
| --------------------------------- | ---------------------------------------------- | ------------------------------------------------------- | --------------- | ---------- |
| Jose Bernardo Gomes Cabral        | Partido Social Democrático (PSD)               | Reage Teixeira I                                        | 1412            | 1.91%      |
| Joris Bento Xavier                | Partido Trabalhista Cristão (PTC)              | Reage Teixeira III                                      | 1394            | 1.89%      |
| Marcilio Carlos Goulart           | Partido dos Trabalhadores (PT)                 | Teixeira no Rumo Certo                                  | 1318            | 1.78%      |
| Marcos Gusmão Pontes Belitardo    | Partido Humanista da Solidariedade (PHS)       | Unidos por uma Teixeira Melhor                          | 1230            | 1.66%      |
| Valci Vieira dos Santos           | Solidariedade (SD)                             | Solidariedade (sem coligação)                           | 1183            | 1.6%       |
| Arnaldo Ribeiro Souza Junior      | Partido dos Trabalhadores (PT)                 | Teixeira no Rumo Certo                                  | 1117            | 1.51%      |
| Leonardo Feitoza da Silva         | Partido Comunista do Brasil (PCdoB)            | Reage Teixeira I                                        | 1040            | 1.41%      |
| Ronaldo Alves Cordeiro            | Partido Social Cristão (PSC)                   | Reage Teixeira II                                       | 1021            | 1.38%      |
| Erlita Conceição de Freitas       | Partido dos Trabalhadores (PT)                 | Teixeira no Rumo Certo                                  | 938             | 1.27%      |
| Darlan Martins Lopes              | Partido Social Democrático (PSD)               | Reage Teixeira I                                        | 929             | 1.26%      |
| Juvenal Etelvina Laureano         | Podemos (PODE)                                 | Unidos por uma Teixeira Melhor                          | 908             | 1.23%      |
| Manoel Pedro da Silva Neto        | Partido Verde (PV)                             | Reage Teixeira III                                      | 891             | 1.21%      |
| Ailton Lacerda Ferreira           | Partido Social Cristão (PSC)                   | Reage Teixeira II                                       | 863             | 1.17%      |
| Agnaldo Teixeira Barbosa          | Partido da República (PR)                      | Reage Teixeira II                                       | 804             | 1.09%      |
| Adriano Santos Souza              | Podemos (PODE)                                 | Unidos por uma Teixeira Melhor                          | 801             | 1.08%      |
| Jonathan de Oliveira Molar        | Solidariedade (SD)                             | Solidariedade (sem coligação)                           | 793             | 1.07%      |
| Wildemberg Soares Guerra          | Partido da Social Democracia Brasileira (PSDB) | Partido da Social Democracia Brasileira (sem coligação) | 678             | 0.92%      |
| José Mendes Almeida da Cruz       | Partido da Social Democracia Brasileira (PSDB) | Partido da Social Democracia Brasileira (sem coligação) | 663             | 0.9%       |
| Antonio Marques Ferreira da Silva | Partido Republicano da Ordem Social (PROS)     | Reage Teixeira IV                                       | 503             | 0.68%      |

## Análise
O político Temoteo Brito foi eleito prefeito de Teixeira de Freitas com 29.603 votos. A vitória se deve principalmente à longa experiência política que desempenhou no município, ocupando diversos cargos. Em entrevista coletiva concedida após o resultado, Temoteo disse estar satisfeito com a presença da imprensa, e que deseja demonstrar através da mídia o fará para melhorar as condições do município.
O sucesso da campanha se deve principalmente à aliança feita entre o político e Uldurico Pinto, ex-deputado detentor de um dos maiores veículos de comunicação da região, a Rádio Cidade FM. Uldurico se também manifestou no dia da eleição dizendo que "o povo espera que a prefeitura trabalhe com seriedade e transparência".